# Manuel Tames (Cuba)
Manuel Tames es uno de los municipios más orientales de la Provincia de Guantánamo y de Cuba.
Posee una extensión territorial de 1052 km² y una población estimada al 2017 de 37 880 habitantes, lo que representa una densidad de 36,02 hab/km². La cabecera del municipio es la localidad de Jamaica. Se encuentra a una altitud de 175 m s. n. m..

Fue nombrado en memoria de Manuel Simón Tames Guerra, uno de los revolucionarios muertos en combate en la zona, en 1958, durante la Revolución cubana.
Limita al norte con la provincia de Holguín, al oeste con el municipio de El Salvador, al suroeste con el municipio de Guantánamo, al sur y sureste con el municipio de San Antonio del Sur y al noreste con el municipio de Yateras.
El relieve es en general montañoso; la mayor altura es la Loma Limoncito, con una altitud de 669 m s. n. m. El clima es tropical, con temperatura anual media de 25 °C y una media anual de precipitación de 1248 mm.